# 寿未智徳
寿未 智徳（すみ とものり、1961年3月9日 - ）は、日本の俳優。大阪府出身。

## 出演作品

### 映画
- 君を忘れない（1995年）
- SADA〜戯作・阿部定の生涯（1998年）
- 不夜城 SLEEPLESS TOWN（1998年）

### テレビ
- はだかの刑事（1993年）
- 泣かないでママ（1993年）
- もう涙は見せない（1993年）
- 恋人よ（1995年）
- 富豪刑事（2005年）

### CM
- ニンテンドーDS

### Vシネマ
- 本気！2 抗争編（1994年）
- 仁義3（1994年）